# Vlkův sen o cestě na Měsíc
Vlkův sen o cestě na Měsíc (podtitul Pohádkový muzikál o hledání vlastní identity) je rozhlasový muzikál o přijímání vlastní jedinečnosti, ze světa, kde se tolerují jen „správné“ myšlenky. Napsal jej David Košťák, režíroval Josef Kačmarčík, hudbu složil Jakub „Kittchen“ König. Premiéru měl 2. června 2022 na vlnách Rádia Junior Českého rozhlasu.

## O muzikálu
Hrdinou je školák Johny, který se necítí být jako ostatní: má totiž pocit, že se narodil do špatného těla. Vypadá jako kluk, ale cítí se být jako vlk. A protože má důvody před ostatními svou výjimečnost skrývat, čím dál tím víc se uzavírá sám do sebe; ve škole se mu posmívají a zůstává nepochopen i ze strany vlastní mámy – ta se snad za něj i poněkud stydí a nejraději by syna odvedla do Mrakofuku. (Děj se odvíjí v zemi ovládané tajemnou Karkulí, jejíž přístroj, onen Mrakofuk, umí „napravit“ každé dítě.) Johny má důvod věřit, že nejjednodušší by bylo odletět na Měsíc. Jedině tam by se nemusel stydět za to, kým doopravdy je…
Vlkův sen hledá odpověď na otázky, které si klade každý, kdo si připadá odlišný a nenaplňuje očekávání ostatních: Jak svému okolí vysvětlit, že jsem jiný/jiná? Proč mě doma nepřijímají takového/takovou, jaký/jaká jsem? Proč mě všichni chtějí měnit? Jak zůstat sám sebou?
Melancholicky laděná hudba, kterou zkomponoval Jakub „Kittchen“ König, zrcadlí pocity hrdiny Johnyho. Ten si připadá do té míry odstrkovaný a nepochopený, že od sebe začne odhánět i ty, kteří ho mají rádi a chtěli by se s ním kamarádit.
Voda se nerozlívá po talíři, květiny nesází se do kamení. S tím vším se dokážete smířit, ale po dětech chcete, ať se změní.

## Obsazení
| Jan Hofman           | Johny                   |
| Antonie Formanová    | Lina                    |
| Natália Drabiščáková | matka                   |
| Jana Stryková        | Karkule                 |
| Jakub Albrecht       | blecha, mrakochránce    |
| Petr Gelnar          | mrakochránce, reklama   |
| Lubor Šplíchal       | mrakochránce, moderátor |
| Dita Kaplanová       | učitelka                |
| Kamila Špráchalová   | žena, reklama           |
| Jan Vondráček        | reklama, hlášení        |
| Barbora Váchová      | vlčice ze sna           |
| Adam Ernest          | spolužák                |
| Marek Frňka          | spolužák                |

### Další profese
- Dramaturgie: Lenka Veverková
- Zvukový mistr: Radim Dlesk
- Zvukový design: Ondřej Gášek